# ジャック・マキナニー
ジャック・マキナニー（Jack McInerney 、1992年8月5日 - ）は、アメリカ合衆国・テネシー州チャタヌーガ出身のプロサッカー選手。ポジションはFW。

## 経歴

### クラブ
2010年のMLSスーパードラフトで、7人目にフィラデルフィア・ユニオンの指名を受け入団。リーグ開幕戦のシアトル・サウンダーズFC戦でプロデビューを果たした。5月1日のロサンゼルス・ギャラクシー戦でプロ初ゴールをマーク。

### 代表
ユース年代からアメリカ合衆国代表に選出されている。2009年にはナイジェリアで開催された2009 FIFA U-17ワールドカップに参加した。
2013 CONCACAFゴールドカップに向けたメンバー発表でフル代表初招集を受けたが、1試合も出場せず大会を終えた。

## タイトル

### 代表
- CONCACAFゴールドカップ (1): 2013

### クラブ
モントリオール・インパクト
- カナディアン・チャンピオンシップ (1): 2014